# Леонид Кравчук
Леонид Макарович Кравчук (укр. Леонід Макарович Кравчук; Велики Житин, 10. јануар 1934 — Минхен, 10. мај 2022) био је украјински политичар и први председник Украјине након стицања независности 1991. године.

## Биографија
Рођен је 1934. године у селу Велики Житин у сељачкој породици. То је подручје тада било део Пољске, а након Другог светског рата је прикључено Украјинској ССР. Члан Комунистичке партије Совјетског Савеза постао је 1958, а радио је у Агитпропу. Члан Политбироа КП Украјине постао је 1989, а 23. јула 1990. изабран за председника Врховне раде, чиме је постао најутицајнији украјински политичар.
Након неуспелог Августовског пуча у Москви 1991, Кравчук је напустио чланство у КПСС и прогласио Украјину независном од Совјетског Савеза. Био је изабран за првог председника независне Украјине на председничким изборима у децембру 1991. године.

### Председник
Своју је политичку каријеру јачао избегавајући сукобе, а одликовао се лукавошћу и дипломатским приступом. Кравчук је током свог мандата окренуо Украјину према Западу и био један од ретких вођа у свету који је своју земљу очистио од нуклеарног наоружања. Није успео да се обрачуна с корупцијом, која је била узрок лоше спроведеној приватизацији државног власништва. Инфлација је у земљи достигла астрономске висине између 1992. и 1994, пењући се на хиљаде процената.
Највећи промашај током Кравчуковог мандата била је пропаст Црноморске паробродске компаније у Одеси, дотада највеће трговачке флоте на свету. Компанија је тајно продана у бесцење страним фирмама за ситан новац. Стотине морнара нису примили плате и остали да живе на бродовима широм света неколико наредних година. Кравчуков син био је оптужен да је учествовао у малверзацијама око продаје компаније.
Шокирани пропашћу привреде и растом напетости с Русијом, украјински бирачи су на председничким изборима 1994. изабрали Леонида Кучму, који је обећао обрачун с корупцијом, обнову привреде и већу сарадњу с Русијом.

#### Нуклеарно наоружање Украјине
Након распада СССР-а 1991. године, Украјина је наследила око 176 стратешких, и преко 2.500 тактичких нуклеарних ракета. У том тренутку је Украјина имала трећи највећи нуклеарни арсенал на свету, после САД и Русије. У интервјуу за Дојче веле 5. децембра 2014. године је изјавио да је то у суштини било само формално, пошто је Кијев de facto био немоћан. "Сви контролни системи су били у Русији. Такозвани црни кофер са контролама за лансирање, био је код руског председника Бориса Јељцина." По Кравчуку је Украјина могла да задржи нуклеарно наоружање, али би цена била огромна. Упркос томе што су се погонске ракете производиле у Дњепропетровску, нуклеарне бојеве главе нису, и за Украјину би цена њиховог одржавања и производње била превелика. По његовим речима, то би коштало 65 милијарди америчких долара (53 милијарди евра), а државна каса је била празна. Навео је и да је Запад претио Украјини изолацијом, пошто су ракете наводно биле усмерене ка САД, па је по његовим речима "једина могућа одлука била да се одустане од нуклеарног наоружања."
Украјинске ракете су биле или уништене, или пренесене у Русију. Као компензацију је режим у Кијеву добио финансијску помоћ од САД, јефтино снабдевање енергентима из Русије, и безбедоносне гаранције уписане у Будимпештански меморандум. Постоје различита тумачења о природи тих гаранција, а дебата о томе је постала интензивна након 2014. године и ситуације са Кримом.

### Постпредседничка каријера
Након пораза на изборима, Кравчук се повезао с неколико украјинских олигарха и с њима основао Социјалдемократску партију Украјине (уједињену). На председничким изборима 2004. године, Кравчук је дао подршку Виктору Јануковичу. У интервјуу 2009. је изјавио да напушта политику. На председничким изборима 2010. је дао подршку Јулији Тимошенко, окренувши се од Јануковича. Једна врста ручних колица је у Украјини названа по њему — популарна кравчучка.

### Смрт
Умро је 10. маја 2022. године у Минхену. Надживео је Станислава Шушкевича за око недељу дана. Био је последњи живи шеф државе који је потписао Бјеловјешки споразум, којим се СССР формално распао.